# تسرخیماخی
تسرخیماخی (به لاتین: Tserkhimakhi) یک منطقهٔ مسکونی در روسیه است که در شهرستان آگولسکی واقع شده‌است.